# Joan Genovés i Candel
Joan Genovés i Candel (València, 31 de maig del 1930 - Madrid, 15 de maig del 2020) va ser un pintor espanyol  considerat símbol de la defensa de la democràcia durant el franquisme i la Transició.
La seva obra ha estat reconeguda tant en l’àmbit nacional com en l’internacional i figura en museus d’arreu del món. Durant la major part de la seva carrera va integrar l'elenc d’artistes de la Galeria Marlborough, amb seu a Londres. Va rebre la Menció d’Honor de la XXXIII Biennal de Venècia (1966) i la Medalla d’Or al Mèrit en les Belles Arts, atorgada pel Ministeri de Cultura (2005).

## Biografia
Joan Genovés va néixer en una família obrera al carrer Finlàndia núm. 17, al districte de l'Exposició de la ciutat de València. El seu pare, Joan Genovés Cubells, pertanyia a una família d’esquerres que militava en el gremi de la fusta del sindicat Unió General de Treballadors  (UGT) i la seva mare, María Candel Muñoz, provenia d’una família catòlica progressista. Aquest context d'activisme polític dona forma a la seva concepció vital i artística, ja que al llarg de la seva carrera podem veure com aquesta inquietud es manifesta reiteradament en la seva obra.
L’any 1957 es va casar amb Adelaida Parrondo Díaz, amb la qual va tenir tres fills: Pablo, Silvia i Ana.
Els fatídics esdeveniments sociopolítics que va viure Espanya durant l’època de la seva infància, amb la guerra civil (1936-1939) i el llarg règim dictatorial que en va resultar van marcar la vida i l’obra de Genovés. Les memòries més vives dels seus primers anys les conforma una València bombardejada per l'aviació franquista.
La seua primera aproximació formal a la pintura es va produir a les classes nocturnes de la secció de Metal·listeria Artística de l’Escola de Perits Industrials de València i després, el 1946, es va matricular a la Reial Acadèmia de Belles Arts de Sant Carles de la mateixa ciutat.   Era l’època de la postguerra i Genovés va trobar una docència ancorada en el passat, amb professors defensors del sorollisme figurativista més intransigent i refractaris a tot allò relacionat amb l’art d'avantguarda.  El jove estudiant es va mostrar en tot moment crític amb aquest entorn i amb la forma d’entendre l’art dels seus professors, i va establir vincles amb un grup reduït de joves artistes plàstics, amb els quals va crear el grup Els Set (1949-1954), que fugia de les imposicions acadèmiques del moment.
Més endavant, entre el 1957 i el 1961 va vincular-se al Grup Parpalló, que aspirava a renovar el llenguatge plàstic del moment. El col·lectiu defensava l'informalisme, però aviat cada un dels seus components va prendre opcions particulars i divergents i Genovés va buscar el seu camí en les propostes de l’agrupació El Paso, el grup avantguardista més reconegut en l’Espanya de postguerra. El jove artista va considerar, però, que el llenguatge abstracte dels creadors que el conformaven no interpel·lava la dictadura franquista i va fundar el grup Hondo (1960-1963), amb artistes que defensaven una «nova figuració» o un «nou figurativisme». Aquest grup considerava que el treball pictòric havia d’estar vinculat a la posició social i política de l’artista. Les seves obres van reivindicar sense ambigüitat els drets civils que el règim franquista negava.
El 1965, Genovés va fer la seva primera exposició individual important a la Direcció General de Belles Arts, actual Biblioteca Nacional de Madrid. Les obres que hi va exhibir es van interpretar com una provocació a la dictadura i el comissari de l'exposició, Pepe Escassi, va ser destituït. Cap institució pública espanyola no va tornar a programar l'exhibició de l’obra de Genovés fins al 1983. L’artista, però, va rebre invitacions per exposar en diferents llocs del món i, fidel amb el seu compromís social, el 1968 va crear de manera clandestina l’Associació d’Artistes Plàstics (ASAP) i va participar en accions de protesta com  ara tancar-se, amb uns altres 80 artistes plàstics, al Museu del Prado com a protesta per la detenció del crític d’art José María Moreno Galván. També en aquella època va assistir al Congrés Mundial de la Pau on va anar com a membre d’una delegació espanyola clandestina, juntament amb el cineasta Carlos Saura, l’actor Juan Antonio Bardem i el dramaturg Fernando Arrabal.
Mort Franco el 1975, durant el període convuls conegut com la Transició, Genovés va participar en tota mena d’accions reivindicatives, entre altres la pintada de murals i va dissenyar cartells per al Partit Comunista d’Espanya, encara il·legal. El seu estil particular i la seva força comunicativa van convertir algunes de les seves obres en emblemes d’aquell període històric.
Amb l’arribada de la democràcia, Genovés va reformular el seu activisme. El mateix artista reconeix un canvi en les seves formes d’acció social, quan en una entrevista comenta  que ha transitat de la militància política a la militància cultural. Del 1983 al 1995 va formar part d’una nova Junta del Cercle de Belles Arts de Madrid. També, a principis de 1990 va participar en la creació de l’associació Visual, Entitat de Gestió d’Artistes Plàstics (VEGAP), de la qual va ser president  del 2007 al 2010.
Al reconeixement internacional, que continua vigent, se li suma el reconeixement institucional a Espanya. El 2002 va rebre el Premi de les Arts Plàstiques de la Comunitat Valenciana, el 2005 la Medalla d’Or al Mèrit en les Belles Arts i el 2010 el Premi Acció Cultural de València.
Joan Genovés mor el 15 de maig del 2020. Va estar actiu fins al final dels seus dies.

## Obra
Genovés va rebre una primera educació artística formal, va allunyar-se de la línia academicista ben aviat. Després de provar diferents estils, es va acostar progressivament a una pintura figurativa. La seva obra va començar a definir-se en els anys seixanta, gràcies a la seva original unió entre els motius que representa i la seva manera de presentar-los. Utilitza un llenguatge que s'aproxima a la fotografia i al cinema, amb vinculacions a l'art pop nord-americà, fent servir tècniques com l'aerosol, tampons o plantilles, a fi de produir imatges que simulen que han estat creades per una màquina, d’aquesta manera el missatge artístic es troba en el conjunt de l’obra, no només en la traça del pinzell. És a dir, es nodreix de l'estil dels mitjans comunicatius massius i de l’art pop en la seva manera de representar els objectes propis de la cultura de masses, però a la vegada s'allunya dels motius que aquestes retraten. Aquí sorgeix la particularitat de la seva obra: una barreja entre un llenguatge dels mitjans de comunicació unit al dramatisme d’una situació política i social. A Genovés volia reflectir la convulsa realitat de la gent del carrer, a Espanya, però també en l’àmbit internacional. Influït per la dictadura que ell viu en primera persona, s'erigeix també en testimoni i recol·lector d’imatges de conflictes civils que tenen lloc al Perú, a Irlanda del Nord, als Estats Units o al Vietnam, entre molts altres llocs. L’artista evoca en tota la seva obra una estètica de la por i la repressió, amb evocacions de compromís social i polític, cosa que l’allunya de l’informalisme imperant.
Jo tenia la percepció que l’informalisme allunyava la gent de la pintura. Això m’incomodava. En certa manera sempre he volgut tenir la gent a prop. Sempre m’ha preocupat convertir-me en un pintor aïllat en el meu estudi i que la meva feina no estigués en eco ni en sintonia amb els altres. La idea que el que jo fes, per bo que fos, només interessés cinc persones em resultava, i em resulta, inconcebible, una cosa semblant a un suïcidi. Sempre he volgut estar a prop de la gent, sempre he cercat la comunicació (Joan Genovés)
El seu incessant compromís social per retratar les persones que lluitaven contra la dictadura franquista permet seguir el desenvolupament històric i les conseqüències de la repressió al llarg del segon franquisme (1959-1975). Després de passar pel grup Hondo, propulsor d’una neofiguració de caràcter expressionistaque al seu torn prenia procediments propis de l’informalisme, i a conseqüència d’una àmplia cerca expressiva, va trobar el seu estil més personal, cosa que el va convertir en un artista fonamental de l'avantguarda espanyola de postguerra. Aquest canvi vincula l’art de Genovés al que s'anomena realisme polític.

### Dècada dels 60

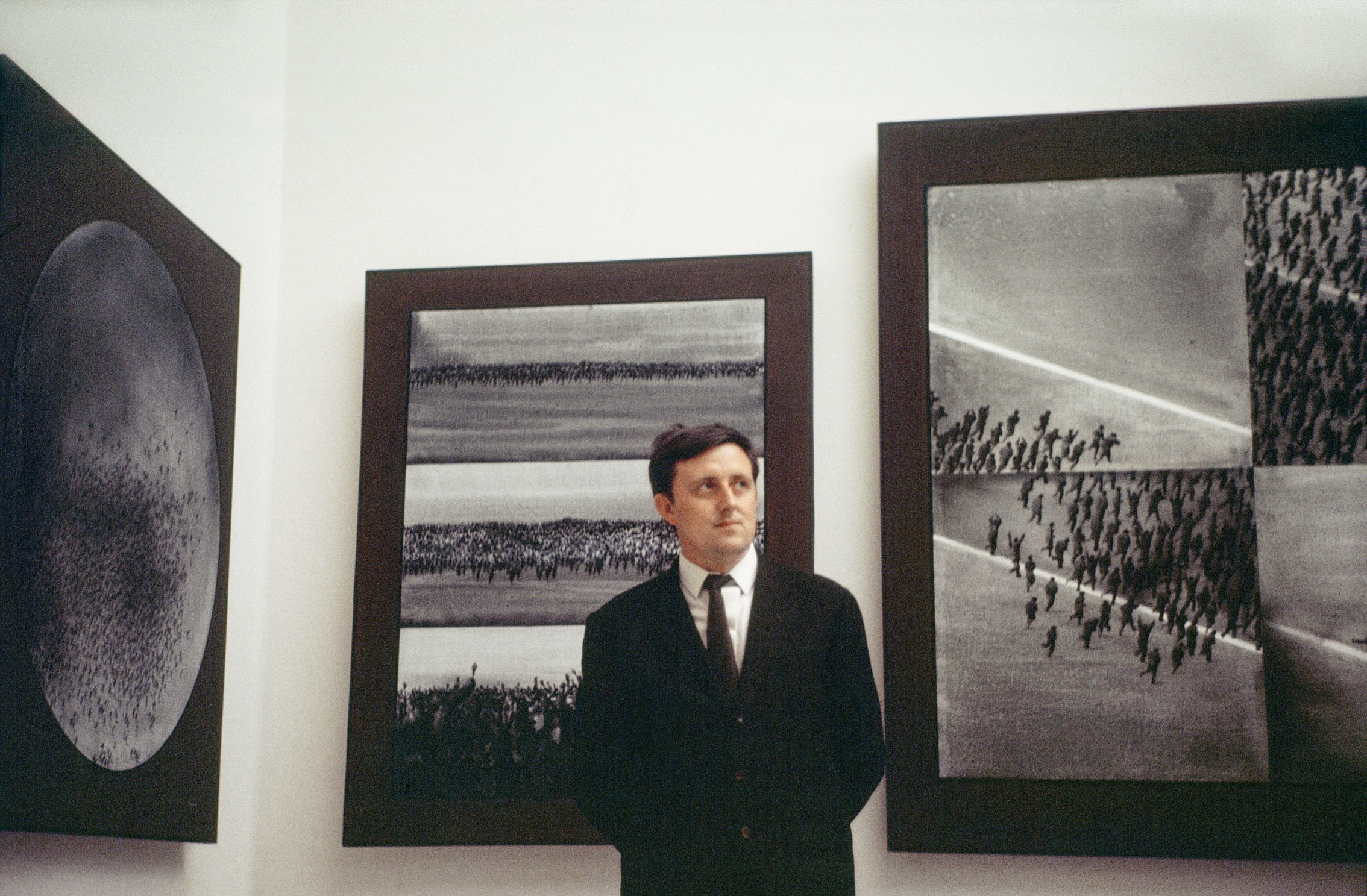
Juan Genovés davant la seua obra el 1966, quan va representar a Espanya en la Biennal de Venècia

En aquesta primera etapa, les formes humanes de la seva obra comencen a multiplicar-se i a empetitir-se, crea multituds, conjunts d’individus que conten històries de terror, de fugida, de guerra. La seva obra es concentra en l’individu i la multitud, un tema que perdurarà al llarg de quasi tota la seva producció artística. Moltes de les seves imatges simulen que estan captades amb un teleobjectiu des de la distància, cosa que manifesta la deshumanització a què la dictadura sotmet a la societat. El 1966, va participar en el Pavelló d’Espanya de la XXXIII Biennal de Venècia en el qual va obtenir la Menció d’Honor del Jurat. Aquest esdeveniment va propiciar-li un contracte d’exclusivitat amb la Galeria Marlborough, cosa que va suposar l’inici d’una extensa carrera internacional. Aquest contracte es va prolongar durant tota la seva vida.
El reconeixement a l'estranger va portar Genovés a una espècie de doble vida mentre la dictadura va durar a Espanya. Al mateix temps que exposava a Europa, Amèrica Llatina i els Estats Units, la seva experiència vital a Espanya era de temor i, en molts aspectes, de clandestinitat. Obres com L’objectiu (1968) mostren la seva inquietud a través de la representació d’una massa fugint, enfocada per una lent de llarg abast o per la mirada d’una arma. En altres obres, l’artista fa servir elements de narració cinematogràfica, com la seqüència, el llenguatge paral·lel i l’alternança de plans. L’ús de tons apagats, sèpies o grisos, mostren l'emoció tensa i horrorosa en què viu l’artista. Tot i que també crea quadres com Un, dos, set, set (1968), Tres cercles (1969) o La diana (1969), en els quals estableix un diàleg amb l'art pop en la seva faceta més popular pel que fa a la disposició seqüencial, tot i que els colors vius que fa servir aporten l’atmosfera de gravetat pròpia de la seva obra.
Genovés comença a desenvolupar en aquesta primera fase artística un estudi sobra la multitud que l’acompanyarà tota la vida. Les seves multituds, vistes generalment des d’una perspectiva zenital, es componen d'individus, no són una massa homogènia, sinó que presenten una dualitat entre el col·lectiu i l'individu. L’artista suggereix binaris oposats com la llibertat i l'alienació, la soledat i la comunitat, la conformitat i la disconformitat, etc. A més, la massa està composta per personatges que són punts i l’artista juga amb l’atracció, la repulsió i l’agrupament entre ells.

### Dècada dels 70
En la dècada dels 70 es produeix un canvi de perspectiva en els quadres de Genovés, que enfronta el receptor de la seva obra a agressions individualitzades. Els individus, ara d’una mida més gran i amb un tractament hiperrealista, es retallen sobre fons blancs, figures amb tintes planes que tenen com a finalitat la comunicació directa i lliure de floritures.
A aquesta època pertany un dels quadres més populars de pintor, L’abraçada (1976), que es va usar per a la realització d’un cartell que li havia encarregat la Junta Democràtica, que era encara una organització clandestina. Amb ell es volia reivindicar una amnistia per als presos polítics de la dictadura franquista. L’obra li va costar una detenció de set dies per part de la Policia Nacional. Tot i que la primera tirada del cartell va ser segrestada per l’autoritat judicial, la Junta Democràtica va aconseguir editar cinc-cents mil còpies i l’obra van adquirir una gran popularitat. Després de totes aquestes vicissituds, L’abraçada va acabar representant la reconciliació social i la democràcia anhelada. L’any 2003, l’Ajuntament de Madrid li va demanar que versionés l’obra amb el propòsit de crear un monument de bronze en homenatge als advocats assassinats d'Atocha per l'extrema dreta el 1977, i l'escultura es troba avui a la plaça d’Antón Martín de Madrid. Després de passar per una col·lecció privada nord-americana, l’obra original va tornar a Espanya per formar part del desaparegut Museu d’Art Contemporani de Madrid, més endavant, va continuar el seu viatge i va entrar a formar part de la col·lecció del Museu d’Art Reina Sofia. Després d’estar molts anys emmagatzemada, el 2016 va ser exposada a la Sala Constitucional del Congrés dels Diputats, on va estar fins al 2018, quan es va incloure en l'exposició col·lectiva Poètiques de la democràcia: Imatges i contraimatges de la Transició, al Museu Reina Sofia. En l’actualitat l’obra es troba novament emmagatzemada.

### Dècada dels 80
Una mostra del diàleg continu entre l’obra de Genovés i els esdeveniments històrics del país és la sèrie de Paisatges urbans que va crear en la dècada dels vuitanta. El 23 de febrer del 1981 es va produir el cop d’estat fallit protagonitzat pel coronel de la Guàrdia Civil Antonio Tejero, que va causar en l’artista una profunda sensació de desassossec. Les obres d’aquesta dècada són en la seva majoria vàcues de vida humana; representen ciutats nocturnes desertes per expressar la desolació i l’angoixa sorgida del nou ambient que es respirava al país. El pintor dota a aquells carrers buits i a aquells edificis solitaris d’una gamma cromàtica de grisos, blaus i ocres, uns colors que aporten dramatisme i mostren la por que tornava a envair el país. En aquest moment les figures passen a un pla secundari i l'escenari comença a tenir més rellevància.

### Dècada dels 90
Els noranta va ser una època de síntesi en l’obra de Genovés; reapareixen les multituds, aquest cop formades per petites figures pintades sempre en negres i grisos, que en rebre la llum projecten ombres allargades que creen la il·lusió de relleu sobre espais blancs, amplis i buits. Travessant aquests espais apareixen centelleigs i formes de colors que en relació amb les multituds reflexionen sobre les tendències del moviment, de la llibertat i dels límits de l'espai. A vegades, les formes de colors intensos podrien recordar l’ona expansiva d’una explosió repel·lint les figures, d'altres, però, són atractius punts de llum o línies que marquen la direcció.

### Anys 2000
Els anys finals de la seva vida Genovés va continuar treballant amb les figures que s'interrelacionen formant masses disperses o agrupades. En aquest sentit, la seva mirada s'eleva per prendre perspectiva, traspassa situacions locals i observa les dinàmiques contemporànies en tot el seu conjunt. Això va produir un canvi en la seva obra, perquè trobem un entorn en constant mutació. Conjuminant abstracció i figuració, els seus espais i figures s'omplen de color i relleu, cada figura representada és única ja que es dirigeix a llocs diferents, reflex de les societats contemporànies. Ara els individus no només fugen de la repressió en una manifestació, sinó que també es congreguen en centres comercials, en platges, es veuen limitats per un gran mur fronterer o simplement estan desorientats i no saben d’on venen o cap a on es dirigeixen. Un exemple d’això és Linde (2012), un quadre que presenta un llenç dividit per una línia roja abrupta, on la multitud representa una tensió incòmoda perquè se sent atreta cap aquesta línia, però obeeix submisament i no la travessa. Observant el llenç es pot palpar un poder repressiu que qüestiona el lliure albir.
En aquest sentit, el reconegut historiador de l’art Francisco Calvo Serraller diu: "Tot Genovés està en el Genovés més recent, excepte en què el factor que l'esteticisme de la imatge ofereix una major paradoxa de força moral, perquè dramatitza millor l’absència de refugi humà, intensificant l’absurd, la desorientació, i fa la fragilitat més palpable i urgent".
En aquest últim període, Genovés segueix debatent sobre la realitat que l'envolta i aporta una perspectiva que, com espectadors inscrits en la multitud, resulta difícil d’albirar. El contingut artístic i politicosocial de la seva obra és transmès mitjançant la investigació del llenguatge pictòric, del moviment estàtic de la imatge, del ritme visual i de l’ús del contrast fons-figura.

### Col·leccions i museus
- Espanya

AENA, Madrid
Asamblea de Madrid
Centro Cultural Internacional Oscar Niemeyer, Avilés
Colección Amigos del Centro de Arte Reina Sofía, Madrid
Colección Argentaria, Madrid
Colección de Arte del Siglo XX, Alacant
Colección Bancaixa, València
Colección La Caixa, Barcelona
Colección Caixa d`Estalvis, València
Colección Caja Madrid, Madrid
Colección Caja Murcia
Colección Generalitat Valenciana, Valencia
Colección Iberdrola
Congreso de los Diputados, Madrid
Fundación Juan March, Madrid
Fundación Aena
Instituto Valenciano de Arte Moderno, Valencia (IVAM)
Instituto Cultural Juan Gil Albert, Alicante
Museo Municipal, Madrid
Museo de Bellas Artes de Álava
Museo de Bellas Artes de Valencia
Museo de Arte Contemporáneo de Vilafamés, Castellón
Museu d'Elx
Museo del Ayuntamiento de Valencia
Museo de Cuenca
Museo de Arte Contemporáneo de Ayllón, Segovia
Museo de Arte Contemporáneo de Cáceres
Museo de Arte Contemporáneo Patio Herreriano, Valladolid
Museo d`Art Contemporany dels Països Catalans, Bañolas
Museo de Arte Contemporáneo Unión Fenosa, La Coruña
Museo Nacional Centro de Arte Reina Sofía, Madrid
Museo de Santa Cruz, de Toledo
Museo Vasco de Arte Contemporáneo (Artium), Vitòria.
Palacio de la Moncloa, Madrid
Patrimonio Nacional del Estado español, Madrid
Fundación Caja de Granada
- Europa

Nationalgalerie, Staatlische Museen de Berlín
Neue Galerie der Stadt, Aquisgrán
Kulturministerium Badem-Württemberg, Stuttgart
Museum fur Moderne Kunst, Fráncfort del Meno
Museum Modern Kunst, Viena
Musée Royaux des Beaux-Arts de Belgique, Bruselas
Taidehalle Ateneum, Hèlsinki
Centre National d`Art Contemporain, París
Museum Boymans-van Beuningen, Róterdam
Sainsbury Center for the Visual Arts, Norwich
Galleria Nazionale d'Arte Moderna, Roma
Muzeum Lódz
Muzeum Narodowum, Wroclawiu
Collezione Thyssen-Bornemisza, Castagnola
- Amèrica del Nord

Montreal Museum of Fine Arts
Arkansas Arts Center, MacArthur Park, Little Rock, Arkansas
Museum of Modern Art (MOMA), New York
Museu Guggenheim (Nova York)
Chase Manhattan Bank, Nueva York
The Art Institute of Chicago
Hirshhorn Museum and Sculpture Garden, Washington
The Philips Industries Collection, Dayton, Ohio
Andrew Dixon White Museum, Ithaca
Minneapolis Institute of Arts (MIA)
Worcester Art Museum
The Nelson-Atkins Museum of Art, Missouri
Ohio University College of Fine Arts, Athens
Madison Art Center, Madison, Wisconsin
- Amèrica Llatina

Museo de Arte Moderno de Río de Janeiro
Museo de la Solidaridad Salvador Allende, Santiago de Chile.
Museo de Arte Moderno de Bogotá
Museo Nacional de Bellas Artes de La Habana
Museo de Arte Moderno de México
Museo Rufino Tamayo, Ciudad de México
Museo de Arte Contemporáneo, Managua
Museo Itinerante
Museo de Bellas Artes de Caracas
- Àfrica

South African National Gallery, Ciutat del Cap
Museo de Arte de Pretoria
Museo Internacional Arte Contemporáneo, Guinea
- Austràlia

Power Gallerie of Contemporary Art, Sídney
- àsia

The Israel Museum, Jerusalem
Museo de Arte, Nagasaki

### Obra Pública
- 2003: El Abrazo. Plaça d'Antón Martín. Ajuntament de Madrid.

## Premis
- 1950: Medalla d'Or, IX Exposició Art Universitari, València
- 1950: Primer Premi Nacional del SEU; Exposició Art Universitari, Madrid
- 1951: Pensionat de 2 anys de la Diputació Provincial de València en l'especialitat de <Figura>;
- Beca de Pintura (Paisatge) Residència Oficial "El Paular" i Segòvia; Reial Acadèmia de Belles Arts de Sant Carles;
- 1953: Primer Premi de Pintura; X Exposició Nacional del Front de Joventuts, Círculo de Bellas Artes, Madrid: Taller de ceramistes
- 1953: Medalla commemorativa; seleccionat a partir de la II Biennal del Regne de València per a la Biennal Hispanoamericana; Institut Iberoamericà de València: Mercat ambulant
- 1954: Medalla de Plata; III Concurs Nacional de Pintura, Alacant
- 1955: Medalla de Plata; IV Concurs Nacional de Pintura Diputació Provincial d'Alacant
- 1955: Primer Premi; Concurs "Amèrica del Nord vista per pintors espanyols", Casa Americana de València: En cada port...
- 1955: Primer Premi; XV Saló del Círculo de Bellas Artes, Madrid
- 1956: Premi; II Biennal de Barcelona: Cavallets (1953)
- 1966: Esment d'Honor; XXXIII Biennal de Venècia
- 1967: Medalla d'Or; VI Biennale Internazionale d'Art República San Marino, secció "L'immagine fotogràfica": Agrupament
- 1968: Premi Internazionale Marzotto
- 1984: Premi Nacional d'Arts Plàstiques, Ministeri de Cultura d'Espanya
- 2001: Més ben Individual d'Artista Estranger l'any 2000 per "Seqüències i Somnis" presentada al Museu d'Art Modern; ADCA, Associació Dominicana de Crítics d'Art, Inc.
- 2002: Artista Convidat a Premis Vadepeñas 2000; Centre Cultural Cecilio Miñoz. Fillol, Valdepeñas, Ciudad Real.
- 2002: Premi de les Arts Plàstiques de la Generalitat Valenciana.
- 2005: Medalla d'Or al Mèrit en les Belles Arts, Ministeri de Cultura d'Espanya.
- 2016: Alta Distinció i Gran Creu de l'Orde de Jaume I el Conqueridor de la Generalitat Valenciana.[28][29]